# Laura Vernizzi
Laura Vernizzi est une gymnaste rythmique italienne née le 12 septembre 1985 à Côme (Italie).

## Biographie
Laura Vernizzi remporte la médaille d'argent lors du concours par équipes des Jeux olympiques d'été de 2004 à Athènes avec ses coéquipières Daniela Masseroni, Fabrizia D'Ottavio, Elisa Santoni, Marinella Falca et Elisa Blanchi.